# Танигін Павло Михайлович
Павло Михайлович Танигін (1892, місто Харків, тепер Харківська область — розстріляний 14 квітня 1938 місто Хабаровськ, Російська Федерація) — радянський партійний діяч, 1-й секретаря Приморського обкому ВКП(б), 1-й секретар Криворізького міськкому КП(б)У. Кандидат в члени ЦК КП(б)У в червні 1930 — січні 1934 р.

## Біографія
Народився у грудні 1892 року в родині робітника-котельника. У 1904 році закінчив початкову школу в Харкові, у 1906 році закінчив два класи Харківської залізничної школи.
У червні 1906 — серпні 1908 р. — учень слюсаря приватної слюсарної майстерні Журавльова у Харкові. У серпні 1908 — травні 1911 р. — слюсар механічного заводу фон Дітмара у Харкові. У травні 1911 — березні 1912 р. — слюсар Харківського паровозобудівного заводу. У березні — вересні 1912 р. — слюсар Харківського машинобудівного заводу товариства «Гельферихъ-Саде». У вересні 1912 — травні 1914 р. — слюсар металообробної фабрики Сікорського у Харкові. У травні 1914 — травні 1915 р. — слюсар паровозних майстерень Південної залізниці у Харкові.
У травні 1915 — червні 1916 р. — рядовий 3-го Сибірського стрілецького полку російської армії у містах Читі і Перовську. У червні — вересні 1916 р. — слюсар депо 1-го Кавказького залізничного батальйону у місті Тифлісі. У вересні 1916 — грудні 1917 р. — слюсар, паровозний машиніст 2-го Кавказького залізничного батальйону Кавказького фронту.
У грудні 1917 — червні 1919 р. — слюсар паровозних майстерень Південної залізниці, червоногвардієць у місті Харкові. У червні — грудні 1919 р. — боєць робітничого загону штабу оборони Південного фронту в Харкові, Іскрівці, Кочубеївці та Полтаві.
У грудні 1919 — травні 1920 р. — слюсар паровозних майстерень Південної залізниці у місті Харкові. У травні — вересні 1920 р. — завідувач відділу масових обстежень Харківської губернської Робітничо-Селянської Інспекції. У вересні 1920 — березні 1921 р. — слюсар паровозних майстерень Південної залізниці у місті Харкові.
Член РКП(б) з квітня 1921 року.
У березні 1921 — липні 1923 р. — інструктор, у липні 1923 — червні 1924 р. — завідувач організаційного відділу, а у червні 1924 — серпні 1925 р. — завідувач відділу агітації і пропаганди Івано-Лисогорського районного комітету КП(б)У міста Харкова.
У серпні 1925 — червні 1926 р. — курсант Харківської окружної школи партійних робітників при ЦК КП(б)У.
У червні 1926 — листопаді 1927 р. — інструктор Харківського окружного комітету КП(б)У. У листопаді 1927 — грудні 1928 р. — завідувач організаційного відділу Ленінського районного комітету КП(б)У міста Харкова.
У грудні 1928 — вересні 1930 р. — відповідальний секретар Ленінського районного комітету КП(б)У міста Харкова. У вересні 1930 — липні 1931 р. — секретар партійного комітету КП(б)У Харківського залізничного вузла.
У липні 1931 — березні 1932 р. — слухач курсів марксизму-ленінізму в Москві.
У березні 1932 — березні 1934 р. — секретар з транспорту Далекосхідного крайового комітету ВКП(б) у місті Хабаровську.
У березні 1934 — вересні 1936 р. — 1-й секретар Приморського обласного комітету ВКП(б), одночасно у квітні — вересні 1936 р. — 1-й секретар Владивостоцького міського комітету ВКП(б).
У грудні 1936 — серпні 1937 р. — 1-й секретар Криворізького міського комітету КП(б)У Дніпропетровської області.
22 серпня 1937 року заарештований. 14 квітня 1938 року розстріляний у місті Хабаровську.